# Leucochrysa christophei
Leucochrysa christophei är en insektsart som beskrevs av Banks 1938. Leucochrysa christophei ingår i släktet Leucochrysa och familjen guldögonsländor. Inga underarter finns listade i Catalogue of Life.